# Murfreesboro (Tennessee)
Pour les articles homonymes, voir Murfreesboro.
Murfreesboro est une ville du Tennessee, dans le comté de Rutherford, aux États-Unis. Sa population s’élevait à 108 755 habitants lors du recensement de 2010, estimée à 141 344 habitants en 2018.

## Histoire
Murfreesboro a été la capitale du Tennessee de 1818 à 1826.

### Guerre de Sécession
Le 31 décembre 1862, dans les environs de la ville, se déroule la bataille de Murfreesboro, plus connue sous le nom de bataille de la Stones River. Elle oppose l'armée nordiste de la Cumberland à l'armée sudiste du Tennessee. Bataille sanglante, 23 515 morts et blessés, la plus sanglante du conflit si on en juge par le pourcentage de pertes.
Après la retraite qui suit la bataille de Perryville, l'armée confédérée choisit Murfreesboro pour s'établir. La cavalerie expérimentée du général Bragg harcèle avec efficacité les troupes du général Rosecrans, capturant et détruisant des trains de ravitaillement mais sans jamais réussir à tarir le flot d'approvisionnements qui viennent renforcer les nordistes.
En dépit du nombre de morts, la bataille de Stones River est indécise. Elle est cependant considérée comme une victoire stratégique pour l'Union, donnant la base des mouvements qui conduiront à la victoire de Chickamauga puis à celle d'Atlanta. Le site de la bataille est désormais un site historique, « Stones River National Battlefield ».
Murfreesboro devient un important dépôt pour l'armée fédérale. Au début de l'année 1863 est entamée la construction d'une zone fortifiée, « Fortress Rosecrans » à quelques kilomètres au nord-ouest de la ville. Elle couvre une superficie de 225 acres (0,9 km2), en faisant une des plus grandes zones fortifiées du conflit. Desservie par plusieurs routes, la forteresse l'est aussi par le train. Elle abrite une garnison de deux mille hommes et comprend d'énormes dépôts et de nombreux ateliers. Achevée en juin 1863, elle est laissée sous le commandement du général Horatio P. Van Cleve, tandis que Rosecrans marche vers le sud.
La forteresse ne sera jamais attaquée par les confédérés. Menacée par les cavaliers de Nathan B. Forrest  à la fin de l'année 1864, elle est l'objet de quelques combats liés à la bataille de Nashville.

### De la fin de la guerre de Sécession à nos jours

#### Interdiction de l'homosexualité de 2023
En Juin 2023, la ville vote une décret interdisant les « comportements indécents », incluant également l'homosexualité. La ville tente plus tard d'interdire la tenue de la marche des fiertés BoroPride Festival organisée en octobre avant qu'un juge fédéral ne bloque l'application du décret. La mention de l'homosexualité dans le code de la ville est retiré en novembre après un vote du conseil municipal.

## Démographie
| Groupe            | Murfreesboro | Tennessee | États-Unis |
| ----------------- | ------------ | --------- | ---------- |
| Blancs            | 97,0         | 77,6      | 72,4       |
| Métis             | 2,5          | 1,7       | 2,9        |
| Amérindiens       | 0,3          | 0,3       | 0,9        |
| Afro-Américains   | 0,2          | 16,7      | 12,6       |
| Autres            | 0            | 3,7       | 11,2       |
| Total             | 100          | 100       | 100        |
|                   |              |           |            |
| Latino-Américains | 1,0          | 4,6       | 16,7       |

Selon l’American Community Survey pour la période 2011-2015, 91,05 % de la population âgée de plus de 5 ans déclare parler l'anglais à la maison, 4,29 % déclare parler l'espagnol, 1,24 % le lao, 0,50 % l'arabe et 2,92 % une autre langue.

## Économie
Les principaux employeurs de la ville sont :
1. Nissan : 7 500 employés
2. Comté de Rutherfort : 6 023 employés
3. Middle Tennessee State University : 2 205 employés
4. National HealthCare Corporation : 2 071 employés
5. Ville de Murfreesboro : 1 912 employés
6. State Farm : 1 662 employés
7. Ingram Content Group : 1 500 employés
8. Veterans Health Administration : 1 461 employés
9. Asurion : 1 250 employés
10. Amazon.com : 1 200 employés

## Personnalités liées à la ville
- Le groupe de heavy metal Destroy Destroy Destroy en est originaire

## Source
- (en) Cet article est partiellement ou en totalité issu de l’article de Wikipédia en anglais intitulé « Murfreesboro, Tennessee » (voir la liste des auteurs).